# Back Dorm Boys
Les Back Dormitory Boys ou Back Dorm Boys, littéralement les « Garçons du dortoir du fond », (en chinois traditionnel : 後舍男生 ; en chinois simplifié : 后舍男生 ; en chinois pinyin : Hòushè Nánshēng), est un duo chinois qui a réussi à gagner sa renommée grâce à ses vidéos « synchros » (Lip Sync) sur des chansons des Backstreet Boys et d'autres vedettes de la world-pop. Leurs vidéos ont été diffusées sur Internet.

## Histoire
Les Back Dorm Boys réalisent leurs premières vidéos dans leur chambre d'université (ce qui explique Dorm, dortoir en anglais) avec une webcam et gagne rapidement en popularité. Les deux principaux membres du groupe, Wei Wei (en chinois traditionnel : 韋煒 ; en chinois simplifié : 韦炜, et en anglais : Vivi) et Huang Yixin (en chinois traditionnel : 黃藝馨 ; en chinois simplifié : 黄艺馨), étaient alors étudiants en sculpture à l'institut d'arts de Guangzhou en Chine. Ils en sortent diplômés en juin 2006. Après l'université, les BDB se sont installés à Pékin.
La première vidéo de BDB est mise en ligne mars 2005. Leur succès en Chine est rapide et ils signent un contrat promotionnel avec Motorola comme spokespeople et aussi avec Sina.com, un des plus grands portails Internet chinois.
En décembre 2006, le ministère de la culture chinois vote une nouvelle régulation qui force les auteurs de contenus détournés à les soumettre au ministère avant publication sur le web, ce qui met en péril les créations des BDB.
Lors d'une conférence, Susan Wojcicki, alors CEO de Youtube, avoue avoir été convaincu par la nécessité pour Google d'acheter Youtube après avoir visionné la vidéo des BDB As long as you love qui lui fit réaliser le potentiel de créativité qui s'exprimait sur ce site.

## Description
Quelquefois, on désigne les Back Dorm Boys sous les noms de « Backstreet Boys chinois », « Backstreet Boys asiatiques », ou plus simplement de « 2 garçons chinois ». On les désigne également des initiales BDB (prononcer BiDiBi). Leurs fans les désignent aussi par les simples surnoms de « Le Grand » pour Wei Wei et de « Le Petit » pour Huang Yi Xin. Dans la plupart des vidéos, Wei Wei est assis à droite et Huang Yi Xin se trouve à gauche.[réf. nécessaire]
O Yi O Yi A est le premier morceau original des BDB, mais il est chanté comme un Lip Sync. Le troisième BDB du duo s'appelle Xiao Jing.
En Europe, les BDB sont connus pour leur Lip Sync de Da Da Da du groupe allemand Trio et un Fan club francophone a été créé récemment[réf. nécessaire].

## Dans la culture
NBC TV a fait une référence aux BDB dans un épisode de la série Heroes.
Dans un épisode de South Park, Canada en grève, une référence aux « Garçons » est faite.